# Tumpakrejo (Kalipare)
Tumpakrejo is een bestuurslaag in het regentschap Malang van de provincie Oost-Java, Indonesië. Tumpakrejo telt 5708 inwoners (volkstelling 2010).